# WTA Premier 5
WTA Premier 5 – pięć turniejów tenisowych drugiej w kolejności rangi kategorii WTA Premier Series w rozgrywkach WTA Tour; utworzone spośród rozgrywek kategorii I (Tier I) po rezygnacji w 2008 roku z pięciostopniowego systemu kategoryzacji turniejów.
Na zawody rangi WTA Premier 5 składało się pięć turniejów kobiecych:
- Dubai Tennis Championships w Dubaju[1] (rozgrywany w latach nieparzystych) lub Qatar Ladies Open w Dosze[2] (rozgrywany w latach parzystych),
- Internazionali d’Italia w Rzymie[3],
- Canadian Open w Toronto lub Montrealu[4],
- Cincinnati Masters w Cincinnati[5],
- Wuhan Open w Wuhanie[6].

Od sezonu 2021 zmieniono kategoryzacje turniejów. Utworzono turnieje rangi WTA 1000, w skład których weszły dawne turnieje z cyklu WTA Premier Mandatory i WTA Premier 5.

## Ranking
Punkty wliczane do rankingu przyznawane były za zajęcie określonych miejsc w turniejach. Punkty zdobyte w danym sezonie sumowane były w rankingu Race to WTA Championships. Pod koniec sezonu zawodniczki zajmujące czołowe osiem miejsc uczestniczyły w Turnieju Mistrzyń.
Pod uwagę brany był udział w turniejach rozegranych w ciągu ostatnich 52 tygodni, a zliczane były punkty z nie więcej niż 16 turniejów w grze pojedynczej i 11 w grze podwójnej. U najwyżej klasyfikowanych zawodniczek zawsze uwzględniane były dwa najlepsze wyniki osiągnięte w zawodach rangi WTA Premier 5.

### Podział punktów
Poniższa tabela przedstawia podział punktów na poszczególne rundy turniejów o różnej liczbie uczestniczek.
| Turniej                     | W   | F   | SF  | QF  | R16 | R32 | R64 | R128 | QLFR | Q3 | Q2 | Q1 |
| --------------------------- | --- | --- | --- | --- | --- | --- | --- | ---- | ---- | -- | -- | -- |
| WTA Premier 5 (56S, 64Q)    | 900 | 585 | 350 | 190 | 105 | 60  | 1   | –    | 30   | 22 | 15 | 1  |
| WTA Premier 5 (56S, 48/32Q) | 900 | 585 | 350 | 190 | 105 | 60  | 1   | –    | 30   | –  | 20 | 1  |
| WTA Premier 5 (28D)         | 900 | 585 | 350 | 190 | 105 | 1   | –   | –    | –    | –  | –  | –  |
| WTA Premier 5 (16D)         | 900 | 585 | 350 | 190 | 1   | –   | –   | –    | –    | –  | –  | –  |

## Zawody
Sezon składał się z pięciu turniejów WTA Premier 5. Co roku pierwsze zawody tej rangi odbywały się w połowie lutego w Dosze na kortach twardych. W latach 2008–2010 nie rozgrywano zawodów w tym mieście, gdyż gościło ono kończący sezon turniej WTA Tour Championships. W sezonie 2012 stolica Kataru przejęła prawo organizacji zawodów WTA Premier 5 kosztem Dubaju, by 3 lata później ponownie wróciły do stolicy Zjednoczonych Emiratów Arabskich i od tego czasu oba turnieje rozgrywane były zamiennie: turniej w Dubaju rozgrywany był w latach nieparzystych, natomiast w Dosze w latach parzystych.
Turniej Internazionali d’Italia był jedynym tej rangi, który organizowany był na czerwonych kortach ceglanych. Turniej w Rzymie grany był w połowie maja tydzień po zakończeniu Madrid Open, a dwa tygodnie przed startem French Open.
Kanadyjskie zawody rozgrywane były na początku sierpnia w Toronto lub Montrealu na nawierzchni twardej. W lata parzyste zawody tenisistek odbywały się w Montrealu, a tenisistów w Toronto. W lata nieparzyste następowała zamiana.
Turniej na kortach twardych w Cincinnati rozpoczynał się w tygodniu następującym po zawodach w Kanadzie. Rozgrywki północnoamerykańskie należały do cyklu US Open Series poprzedzającego wielkoszlemowy US Open.
Ostatnie zawody WTA Premier 5 w sezonie, odbywające się pod koniec września w Wuhanie, należały do turniejów rozgrywanych na kortach twardych. Były jednymi z sześciu profesjonalnych turniejów tenisowych organizowanych w Chinach. Pierwszą edycję imprezy zaplanowano na sezon 2014. W kalendarzu WTA Tour zastąpiła zawody w Tokio, które od poprzedniego roku posiadały rangę WTA Premier.
W latach 2009–2011 w Dubaju i w latach 2009–2013 w Tokio rozgrywano turnieje rangi WTA Premier 5 zdegradowane do rangi WTA Premier kosztem zawodów w Dosze i Wuhanie.
| Miejsce          | Oficjalna nazwa                                | Państwo                              | Nawierzchnia | Drabinka    | Pula nagród               |
| Dubaj / Doha     | Dubai Tennis Championships / Qatar Ladies Open | Zjednoczone Emiraty Arabskie / Katar | Twarda       | 56S/32Q/26D | 2 666 000 $ / 3 173 000 $ |
| Rzym             | Internazionali d’Italia                        | Włochy                               | Ceglana      | 56S/32Q/28D | 3 351 720 €               |
| Toronto/Montreal | Canadian Open                                  | Kanada                               | Twarda       | 56S/43Q/28D | 2 820 000 $               |
| Cincinnati       | Cincinnati Masters                             | Stany Zjednoczone                    | Twarda       | 48S/48Q/28D | 2 874 299 $               |
| Wuhan            | Wuhan Open                                     | Chiny                                | Twarda       | 64S/32Q/28D | 2 746 000 $               |

## Gra pojedyncza

### Wyniki

#### 2020
| Turniej    | Zwyciężczyni                                           | Finalistka                                             | Wynik                                                  |
| ---------- | ------------------------------------------------------ | ------------------------------------------------------ | ------------------------------------------------------ |
|            |                                                        |                                                        |                                                        |
| Doha       | Aryna Sabalenka                                        | Petra Kvitová                                          | 6:3, 6:3                                               |
| Montreal   | Turniej nie był rozgrywany z powodu pandemii COVID-19. | Turniej nie był rozgrywany z powodu pandemii COVID-19. | Turniej nie był rozgrywany z powodu pandemii COVID-19. |
| Cincinnati | Wiktoryja Azaranka                                     | Naomi Ōsaka                                            | walkower                                               |
| Rzym       | Simona Halep                                           | Karolína Plíšková                                      | 6:0, 2:1 krecz                                         |
| Wuhan      | Turniej nie był rozgrywany z powodu pandemii COVID-19. | Turniej nie był rozgrywany z powodu pandemii COVID-19. | Turniej nie był rozgrywany z powodu pandemii COVID-19. |

#### 2019
| Turniej    | Zwyciężczyni      | Finalistka           | Wynik         |
| ---------- | ----------------- | -------------------- | ------------- |
|            |                   |                      |               |
| Dubaj      | Belinda Bencic    | Petra Kvitová        | 6:3, 1:6, 6:2 |
| Rzym       | Karolína Plíšková | Johanna Konta        | 6:3, 6:4      |
| Toronto    | Bianca Andreescu  | Serena Williams      | 3:1 krecz     |
| Cincinnati | Madison Keys      | Swietłana Kuzniecowa | 7:5, 7:6(5)   |
| Wuhan      | Aryna Sabalenka   | Alison Riske         | 6:3, 3:6, 6:1 |

#### 2018
| Turniej    | Zwyciężczyni    | Finalistka       | Wynik            |
| ---------- | --------------- | ---------------- | ---------------- |
|            |                 |                  |                  |
| Doha       | Petra Kvitová   | Garbiñe Muguruza | 3:6, 6:3, 6:4    |
| Rzym       | Elina Switolina | Simona Halep     | 6:0, 6:4         |
| Montreal   | Simona Halep    | Sloane Stephens  | 7:6(6), 3:6, 6:4 |
| Cincinnati | Kiki Bertens    | Simona Halep     | 2:6, 7:6(4), 6:2 |
| Wuhan      | Aryna Sabalenka | Anett Kontaveit  | 6:3, 6:3         |

#### 2017
| Turniej    | Zwyciężczyni     | Finalistka         | Wynik               |
| ---------- | ---------------- | ------------------ | ------------------- |
|            |                  |                    |                     |
| Dubaj      | Elina Switolina  | Caroline Wozniacki | 6:4, 6:2            |
| Rzym       | Elina Switolina  | Simona Halep       | 4:6, 7:5, 6:1       |
| Toronto    | Elina Switolina  | Caroline Wozniacki | 6:4, 6:0            |
| Cincinnati | Garbiñe Muguruza | Simona Halep       | 6:1, 6:0            |
| Wuhan      | Caroline Garcia  | Ashleigh Barty     | 7:6(3), 6:7(4), 6:2 |

#### 2016
| Turniej    | Zwyciężczyni         | Finalistka         | Wynik         |
| ---------- | -------------------- | ------------------ | ------------- |
|            |                      |                    |               |
| Doha       | Carla Suárez Navarro | Jeļena Ostapenko   | 1:6, 6:4, 6:4 |
| Rzym       | Serena Williams      | Madison Keys       | 7:6(5), 6:3   |
| Montreal   | Simona Halep         | Madison Keys       | 7:6(2), 6:3   |
| Cincinnati | Karolína Plíšková    | Angelique Kerber   | 6:3, 6:1      |
| Wuhan      | Petra Kvitová        | Dominika Cibulková | 6:1, 6:1      |

#### 2015
| Turniej    | Zwyciężczyni     | Finalistka           | Wynik                     |
| ---------- | ---------------- | -------------------- | ------------------------- |
|            |                  |                      |                           |
| Dubaj      | Simona Halep     | Karolína Plíšková    | 6:4, 7:6(4)               |
| Rzym       | Marija Szarapowa | Carla Suárez Navarro | 4:6, 7:5, 6:1             |
| Montreal   | Belinda Bencic   | Simona Halep         | 7:6(5), 6:7(4), 3:0 krecz |
| Cincinnati | Serena Williams  | Simona Halep         | 6:3, 7:6(5)               |
| Wuhan      | Venus Williams   | Garbiñe Muguruza     | 6:3, 3:0 krecz            |

#### 2014
| Turniej    | Zwyciężczyni        | Finalistka       | Wynik    |
| ---------- | ------------------- | ---------------- | -------- |
|            |                     |                  |          |
| Doha       | Simona Halep        | Angelique Kerber | 6:2, 6:3 |
| Rzym       | Serena Williams     | Sara Errani      | 6:3, 6:0 |
| Montreal   | Agnieszka Radwańska | Venus Williams   | 6:4, 6:2 |
| Cincinnati | Serena Williams     | Ana Ivanović     | 6:4, 6:1 |
| Wuhan      | Petra Kvitová       | Eugenie Bouchard | 6:3, 6:4 |

#### 2013
| Turniej    | Zwyciężczyni       | Finalistka         | Wynik            |
| ---------- | ------------------ | ------------------ | ---------------- |
|            |                    |                    |                  |
| Doha       | Wiktoryja Azaranka | Serena Williams    | 7:6(6), 2:6, 6:3 |
| Rzym       | Serena Williams    | Wiktoryja Azaranka | 6:1, 6:3         |
| Toronto    | Serena Williams    | Sorana Cîrstea     | 6:2, 6:0         |
| Cincinnati | Wiktoryja Azaranka | Serena Williams    | 2:6, 6:2, 7:6(6) |
| Tokio      | Petra Kvitová      | Angelique Kerber   | 6:2, 0:6, 6:3    |

#### 2012
| Turniej    | Zwyciężczyni       | Finalistka          | Wynik            |
| ---------- | ------------------ | ------------------- | ---------------- |
|            |                    |                     |                  |
| Doha       | Wiktoryja Azaranka | Samantha Stosur     | 6:1, 6:2         |
| Rzym       | Marija Szarapowa   | Li Na               | 4:6, 6:4, 7:6(5) |
| Montreal   | Petra Kvitová      | Li Na               | 7:5, 2:6, 6:3    |
| Cincinnati | Li Na              | Angelique Kerber    | 1:6, 6:3, 6:1    |
| Tokio      | Nadieżda Pietrowa  | Agnieszka Radwańska | 6:0, 1:6, 6:3    |

#### 2011
| Turniej    | Zwyciężczyni        | Finalistka           | Wynik            |
| ---------- | ------------------- | -------------------- | ---------------- |
|            |                     |                      |                  |
| Dubaj      | Caroline Wozniacki  | Swietłana Kuzniecowa | 6:1, 6:3         |
| Rzym       | Marija Szarapowa    | Samantha Stosur      | 6:2, 6:4         |
| Toronto    | Serena Williams     | Samantha Stosur      | 6:4, 6:2         |
| Cincinnati | Marija Szarapowa    | Jelena Janković      | 4:6, 7:6(3), 6:3 |
| Tokio      | Agnieszka Radwańska | Wiera Zwonariowa     | 6:3, 6:2         |

#### 2010
| Turniej    | Zwyciężczyni                | Finalistka          | Wynik            |
| ---------- | --------------------------- | ------------------- | ---------------- |
|            |                             |                     |                  |
| Dubaj      | Venus Williams              | Wiktoryja Azaranka  | 6:3, 7:5         |
| Rzym       | María José Martínez Sánchez | Jelena Janković     | 7:6(5), 7:5      |
| Cincinnati | Kim Clijsters               | Marija Szarapowa    | 2:6, 7:6(4), 6:2 |
| Montreal   | Caroline Wozniacki          | Wiera Zwonariowa    | 6:3, 6:2         |
| Tokio      | Caroline Wozniacki          | Jelena Diemientjewa | 1:6, 6:2, 6:3    |

#### 2009
| Turniej    | Zwyciężczyni        | Finalistka           | Wynik     |
| ---------- | ------------------- | -------------------- | --------- |
|            |                     |                      |           |
| Dubaj      | Venus Williams      | Virginie Razzano     | 6:4, 6:2  |
| Rzym       | Dinara Safina       | Swietłana Kuzniecowa | 6:3, 6:2  |
| Cincinnati | Jelena Janković     | Dinara Safina        | 6:4, 6:2  |
| Toronto    | Jelena Diemientjewa | Marija Szarapowa     | 6:4, 6:3  |
| Tokio      | Marija Szarapowa    | Jelena Janković      | 5:2 krecz |

### Zwyciężczynie
|      | Dubaj / Doha         | Rzym                   | Toronto / Montreal | Cincinnati        | Tokio / Wuhan     |
| ---- | -------------------- | ---------------------- | ------------------ | ----------------- | ----------------- |
| 2009 | V. Williams (1/3)    | Safina (1/1)           | Diemientjewa (1/1) | Janković (1/1)    | Szarapowa (1/5)   |
| 2010 | V. Williams (2/3)    | Martínez Sánchez (1/1) | Wozniacki (1/3)    | Clijsters (1/1)   | Wozniacki (2/3)   |
| 2011 | Wozniacki (3/3)      | Szarapowa (2/5)        | S. Williams (1/7)  | Szarapowa (3/5)   | Radwańska (1/2)   |
| 2012 | Azaranka (1/4)       | Szarapowa (4/5)        | Kvitová (1/4)      | Li (1/1)          | Pietrowa (1/1)    |
| 2013 | Azaranka (2/4)       | S. Williams (2/7)      | S. Williams (3/7)  | Azaranka (3/4)    | Kvitová (2/4)     |
| 2014 | Halep (1/5)          | S. Williams (4/7)      | Radwańska (2/2)    | S. Williams (5/7) | Kvitová (3/4)     |
| 2015 | Halep (2/5)          | Szarapowa (5/5)        | Bencic (1/2)       | S. Williams (6/7) | V. Williams (3/3) |
| 2016 | Suárez Navarro (1/1) | S. Williams (7/7)      | Halep (3/5)        | Plíšková (1/2)    | Kvitová (4/4)     |
| 2017 | Switolina (1/4)      | Switolina (2/4)        | Switolina (3/4)    | Muguruza (1/1)    | Garcia (1/1)      |
| 2018 | Kvitová (5/5)        | Switolina (4/4)        | Halep (4/5)        | Bertens (1/1)     | Sabalenka (1/3)   |
| 2019 | Bencic (2/2)         | Plíšková (2/2)         | Andreescu (1/1)    | Keys (1/1)        | Sabalenka (2/3)   |
| 2020 | Sabalenka (3/3)      | Halep (5/5)            | nie rozgrywano     | Azaranka (4/4)    | nie rozgrywano    |